# Hyperolius cinnamomeoventris
Hyperolius cinnamomeoventris är en groddjursart som beskrevs av José Vicente Barbosa du Bocage 1866. Hyperolius cinnamomeoventris ingår i släktet Hyperolius och familjen gräsgrodor. IUCN kategoriserar arten globalt som livskraftig. Inga underarter finns listade i Catalogue of Life.

## Utbredning och habitat
Artens förekomst sträcker sig mellan centrala och södra Kamerun, södra Angola, nordvästra Zambia, östra Uganda och de västligaste delarna av Kenya. Den lever i olika skogsmiljöer, vanligtvis i skogskanter och på kalhyggen, degraderad skog och på de flesta savanner.
Den häckar i både tillfälliga och permanenta vatten såsom träskmarker, insjöar och i vattensamlingar på tillfälligt översvämmade gräsmarker. Dess häckningsplatser består i allmänhet av rikligt gräsbevuxen vegetation.